# Kristóf Deák
Kristóf Deák (ˈkriʃtoːf ˈdɛaːk; Budapeste, 7 de junho de 1982) é um cineasta, produtor e roteirista húngaro. Venceu o Oscar de melhor curta-metragem em live action na edição de 2017 pelo trabalho na obra Mindenki.

## Filmografia
- Inaam (2010)
- Golf with a Shotgun (2010)
- Losing It (2012)
- The Boss (2012)
- The UnDream (2013)
- The Hummingbird (2013)
- The Roof (2014)
- Beverley (2015)
- Mindenki (2016)